# エヴァーラスティング・ラヴ (ロバート・ナイトの曲)
「エヴァーラスティング・ラヴ」(Everlasting Love)は、アメリカ合衆国の歌手、ロバート・ナイトが1967年にリリースした楽曲。

## ラブ・アフェアーのバージョン
イギリスのロックバンド、ラブ・アフェアーはナイトのヴァージョンと同年にカバーし、彼らのデビューアルバム『エヴァーラスティング・ラヴ・アフェアー』に収録した。ラブ・アフェアーのバージョンは母国イギリスで首位を獲得した。

## グロリア・エステファンのバージョン
アメリカ合衆国の歌手、グロリア・エステファンはアルバム『ホールド・ミー、スリル・ミー、キス・ミー』にカバー・ヴァージョンを収録した。グロリアのヴァージョンのビデオにはグロリアに扮したドラッグ・クイーンを登場させたがこれはグロリアが当時妊娠中だったために生み出されたアイデアだった。

## U2のバージョン
U2のシングル「All I Want is You」のB面に収録。1990年にシングルカットされ、豪州2位、オランダ10位、ベルギー22位、ポーランド3位を記録した。また「恋は嵐のように」（1999年アメリカ映画）のサントラに使われ、『ヴェロニカ・ゲリン』（2003年アメリカ映画）の劇中にも使われたが、こちらはサントラには収録されていない。